# 霍伊山麓赖兴巴赫
霍伊山麓赖兴巴赫是德国巴登-符腾堡州的一个市镇。总面积6.10平方公里，总人口493人，其中男性234人，女性259人（2011年12月31日），人口密度81人/平方公里。